# Помяловський Микола Герасимович
Микола Герасимович Помяло́вський (рос. Николай Герасимович Помяловский; 11 (23) квітня 1835, Санкт-Петербург — 5 (17) жовтня 1863 там же) — російський письменник, прозаїк, автор реалістичних повістей.
З 8-річного віку до 1851 навчався і проживав на казенний рахунок в Олександро-Невському духовному училищі — «бурсі». 

Потім вступив до Петербурзької духовної семінарії, де навчався 6 років. У старшому класі Микола був одним з редакторів рукописного журналу «Семінарський листок», видаваного самими учнями. У цьому журналі він помістив, серед іншого, своє оповідання з семінарського життя «Махилов».

В очікуванні місця читав по небіжчиках, співав у церкві. У той же час займався самоосвітою, стежив за журналами, захопився педагогікою. Найбільше допоміг Помяловському у виробленні світогляду журнал «Современник», особливо статті Добролюбова і Чернишевського.
У 1860—1861 роки відвідував Санкт-Петербурзький університет як вільний слухач, одночасно з захопленням працював в недільній школі, мріяв про видання листка недільних шкіл.
У 1861 році в журналі «Современник» опублікував повісті «Міщанське щастя» і «Молотов». У 1862—1863 роки в журналі «Час» і «Сучасник» друкувалися його «Нариси бурси». Роман «Брат і сестра» і повість «Поречане» залишилися незавершеними.
У вересні 1863 року, після сильного нападу білої гарячки, відкрилася пухлина в нозі. На 29-му році життя Помяловський помер від гангрени.